# Gonzalo Abarca Severino
Gonzalo Abarca Severino (Santiago de Chile, 19 de abril de 1986) es un jinete de rodeo chileno perteneciente al Criadero Agua de los Campos y Maquena, que fue campeón del Campeonato Nacional de Rodeo en su 74.° edición junto a Cristóbal Cortina.
El campeonato de 2023 lo ganaron montando a «Abundante» y «Timbero», con 42 puntos y representando a la Asociación Santiago Sur. En el Campeonato Nacional de Rodeo de 2017 junto a Gonzalo Zunino obtuvo el vicecampeonato con 39 puntos (el récord de puntaje para un vicecampeonato es 40 puntos). En el campeonato de 2016, junto a José Manuel Carril, obtuvo el tercer lugar con 39 puntos, rércord absoluto para un tercer campeón.
En diciembre de 2023, junto a Cortina, fueron premiados como los mejores deportistas del rodeo por el Círculo de Periodistas Deportivos de Chile (CPD) en el Centro de Entrenamiento Olímpico «Marlene Ahrens», recibiendo el «Cóndor de Bronce», el que es otorgado por el CPD a los mejores deportistas de cada deporte.
Gonzalo Abarca es de familia de campo, su padre José Manuel Abarca también fue corredor. Se dedica profesionalmente al deporte huaso desde 2011. En 2013 llegó al cuarto animal en Rancagua y a la siguiente temporada pasó al criadero Torreón, donde corrió con José Tomás Meza, Juan Ignacio Meza y José Antonio Urrutia. Luego de su destacado desempeño fue contratado por el criadero Agua de los Campos y Maquena.

## Campeonatos nacionales
| Año  | Collera           | Caballos                | Puntaje | Asociación   |
| ---- | ----------------- | ----------------------- | ------- | ------------ |
| 2023 | Cristóbal Cortina | "Abundante" y "Timbero" | 42      | Santiago Sur |

### Segundos campeonatos
- 2017: junto con Gonzalo Zunino, montando a "Timbero" y "Dispuesta" con 39 puntos.

### Terceros campeonatos
- 2016: junto con José Manuel Carril, montando a "Chincolito" y "Tentado" con 39 puntos (+10).
- 2025: junto con Cristóbal Cortina, montando a "Felito" y "Chiloco" con 31 puntos.